# Oribotritia serrula
Oribotritia serrula är en kvalsterart som beskrevs av Wojciech Niedbała och Schatz 1996. Oribotritia serrula ingår i släktet Oribotritia och familjen Oribotritiidae. Inga underarter finns listade i Catalogue of Life.